# Orašje Popovo (Ravno, BiH)
Orašje Popovo je naseljeno mjesto u općini Ravno, Federacija Bosne i Hercegovine, BiH.

## Povijest
Do potpisivanja Daytonskog mirovnog sporazuma bilo je dio istoimenog naseljenog mjesta u sastavu tadašnje općine Trebinje koja je ušla u sastav Republike Srpske.

## Stanovništvo

### 2013.
Nacionalni sastav stanovništva 2013. godine, bio je sljedeći:
ukupno: 25
- Srbi - 25